# Il fattore umano, lo spirito del lavoro
Il fattore umano, lo spirito del lavoro è un film documentario del 2018 diretto da Giacomo Gatti.
La pellicola è prodotta da INAZ in collaborazione con la Federazione Nazionale dei Cavalieri del Lavoro e la Fondazione ente dello spettacolo, presentata in anteprima nazionale il 22 ottobre 2018 alla Festa del Cinema di Roma e in seguito al Tertio Millennio Film Fest 2018, al Terni Film Festival 2018, al Festival Glocal 2018 al B.A. Film Festival 2019.

## Trama
Il film traccia un affresco del mondo del lavoro italiano raccontando le aziende più diverse per settore e territorio. I protagonisti sono lavoratori e imprenditori che condividono esperienze di vita, aneddoti e riflessioni sul senso del loro mestiere.
La narrazione è strutturata in dieci capitoli tematici che trattano l'industria pesante, l'economia circolare, l'agricoltura come salvaguardia del territorio, l’alimentare tra tradizione artigianale e industria, la creatività al servizio dell'editoria, la robotica e la ricerca applicate alla salute, la nuova imprenditoria delle start-up, i valori sociali dell'impresa e infine il lavoro come mezzo di redenzione personale.

## Produzione
Il film ha richiesto una preparazione di circa sei mesi per la ricerca e lo studio di case history significativi con la consulenza scientifica del prof. Marco Vitale, scrittore, editorialista ed economista d'impresa. Le riprese sono durate cinque settimane tra luglio e ottobre 2017. Tra le realtà imprenditoriali raccontate nel film ci sono: Catacombe di San Gaudioso e Catacombe di San Gennaro, Confederazione Nazionale Coldiretti, Geico Taikisha, Gruppo Mezzacorona, Pastificio Lucio Garofalo, Università Campus Bio-Medico, SAME Deutz-Fahr, SellaLab, Sergio Bonelli Editore, UmbraGroup S.p.A.